# Encyrtoscelio maro
Encyrtoscelio maro är en stekelart som beskrevs av Mikhail Vasilievich Kozlov och Lê 2000. Encyrtoscelio maro ingår i släktet Encyrtoscelio och familjen Scelionidae. Inga underarter finns listade i Catalogue of Life.